# Kevin Puts
Kevin Matthew Puts, né à Saint-Louis, au Missouri le 3 janvier 1972, est un compositeur américain qui a remporté le prix Pulitzer de musique en 2012 pour son premier opéra Silent Night (en).

## Biographie
Kevin Puts a grandi à Alma, au Michigan. Il a étudié le piano et la composition à la Eastman School of Music et à Yale. A 24 ans, il devient compositeur-en-résidence de Young Concert Artists et de la California Symphony.  

## Œuvres

### Symphonies
- Symphonie No. 1 (1999), commande du California Symphony Orchestra.
- Symphonie No. 2, Island of Innocence (2002), commande de la Barlow Foundation
- Symphonie No. 3, Vespertine (2004), commande de Kathryn Gould et Meet the Composer through Magnum Opus
- Symphonie No. 4, From Mission San Juan (2007), commande du Cabrillo Festival for Contemporary Music.

### Opéras
- Silent Night (2011)
- The Mandchurian candidate (2015)
- Elizabeth Cree (2017)
- The Hours (en) (2022)